# Кьёсфоссен
Кьёсфоссен (норв. Kjosfossen) — водопад в коммуне Эурланн в фюльке Вестланн в Норвегии. Водопад является одной из самых популярных туристических достопримечательностей Норвегии. Полная высота составляет около 225 метров, при этом водопад по сути является системой водопадов с общей длиной 700 метров. На водопаде расположена небольшая электростанция, используемая для электроснабжения Фломской железной дороги. В 1951 году рядом с водопадом была построена остановка для железной дороги, чтобы туристы могли покинуть поезд и посетить водопад. Место остановки находится примерно в четырех километрах от железнодорожной станции Мюрдал на высоте 670 метров над уровнем моря.

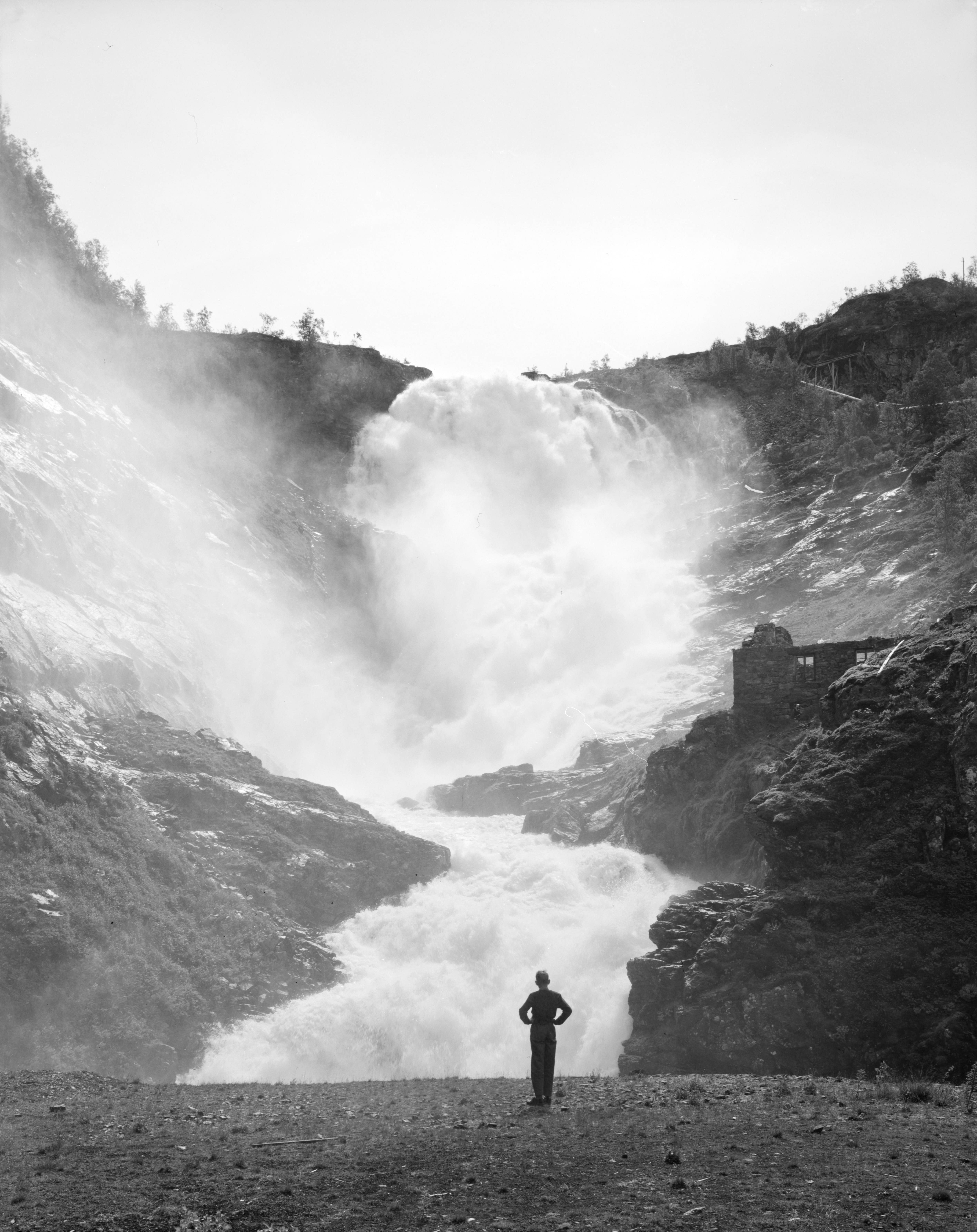
Кьёсфоссен в 1962 году

Фломская железная дорога проходит в непосредственной близости, над верхней частью водопада; водопад простирается гораздо дальше вниз и вправо от железной дороги, если смотреть в сторону ущелья. Это один из главных аттракционов для туристов, путешествующих по железной дороге.
Водопад находится примерно в 1,5 км к северо-востоку от станции Мюрдал. В течение основного туристического сезона в летние месяцы одна из актрис, одетая как легендарная хульдра (обольстительное лесное создание из скандинавского фольклора), танцует и поёт на фоне водопада в то время, как поезд прибывает на станцию, для развлечения туристов. Актрисы, изображающие хульдр, являются студентками Норвежской балетной школы.